# Едвард Стаффорд
Е́двард Ста́ффорд (англ. Edward Stafford; 3 лютого 1478 — 17 травня 1521) — англійський дворянин, 3-й герцог Бекінгем. Старший син Кетрін Вудвіл і 2-го герцога Бекінгема Генрі Стаффорда, оголошеного поза законом за часів короля Річарда III, позбавленого титулів і майна. У 1485 році Генріх VII повернув титул і спадкове майно Едварду Стаффорду.
1489 року одружився з Елеанорою Персі, донькою Генрі Персі, 4-го графа Нортумберленд. Їхні діти:
- Мері (близько 1495) — одружилася з Джорджом Невілом, 5-м бароном Bergavenny
- Елізабет (1497 — 30 листопада 1558) — одружилася з Томасом Говардом, 3-м герцогом Норфолку
- Кетрін (близько 1499 — 14 травня 1555) — одружилася з Ральфом Невілом, 4-м графом Уестморленда
- Генрі Стаффорд (18 вересня 1501 — 30 квітня 1563) — 1-й барон Стаффорд, одружився з Урсулою Пол, донькою Маргарет Пол, 8-ї графині Солсбері.

З 1509 року Едвард Стаффорд — лорд-констебль Англії і перший радник. У травні 1521 року королівський суд звинуватив його у державній зраді й засудив до страти.